# Parabothus
Parabothus is een geslacht van straalvinnige vissen uit de familie van botachtigen (Bothidae).

## Soorten
- Parabothus amaokai Parin, 1983
- Parabothus budkeri (Chabanaud, 1943)
- Parabothus chlorospilus (Gilbert, 1905)
- Parabothus coarctatus (Gilbert, 1905)
- Parabothus filipes Amaoka, Mihara & Rivaton, 1997
- Parabothus kiensis (Tanaka, 1918)
- Parabothus malhensis (Regan, 1908)
- Parabothus polylepis (Alcock, 1889)
- Parabothus taiwanensis Amaoka & Shen, 1993